# Neoppia discreta
Neoppia discreta är en kvalsterart som beskrevs av Ruiz, Mínguez och Subías 1988. Neoppia discreta ingår i släktet Neoppia och familjen Oppiidae. Inga underarter finns listade i Catalogue of Life.